# Gefle Red Devils
Gefle Red Devils är en idrottsförening för amerikansk fotboll från Gävle som spelar i superettan.
Föreningen bildades 1985 under namnet Gefle Black Mooses som år 1991 byttes till Gefle Red Devils.
Föreningen spelade i Sveriges högsta division åren 1994-95 och tog sig 1994 till semifinal där det blev förlust mot blivande svenska mästarna Limhamn med 55-23. 
Klubben spelade 2014 i superettan, 2022 spelar de i division 2 norra. 2005 tog U19-laget JSM-guld.
Hemmaplan är Nynäs IP.